# Frederick Stewart (4. markiz Londonderry)
Frederick William Robert Stewart (ur. 7 lipca 1805, zm. 25 listopada 1872) – brytyjski arystokrata i polityk, najstarszy syn Charlesa Vane’a, 3. markiza Londonderry i lady Catherine Bligh, córki 3. hrabiego Darnley. Starszy brat przyrodni George’a Vane-Tempesta, 5. markiza Londonderry i 2. hrabiego Vane.
W wieku 7 lat stracił matkę. Ojciec brał w tym czasie udział w antynapoleońskiej kampanii na Półwyspie Iberyjskim, więc opiekę nad młodym Frederickiem przejął stryj, wpływowy polityk, lord Castlereagh. W 1814 r. Frederick rozpoczął naukę w Eton College. Naukę zakończył w 1820 r. W 1822 r. uzyskał tytuł wicehrabiego Castlereagh, zaś po śmierci ojca w 1854 r. został 4. markizem Londonderry. Wcześniej, w latach 1826–1852, był członkiem Izby Gmin jako reprezentant okręgu County Down. W latach 1828–1830 był jednym z Lordów Admiralicji, a w latach 1834–1835 wiceszambelanem Dworu Królewskiego. 23 lutego 1835 r. został członkiem Tajnej Rady. W latach 1845–1864 był Lordem Namiestnikiem Down
Londonderry był wspaniałym kompanem, popularnym we wszystkich klasach społecznych. Zawsze w dobrym humorze, pełen był pomysłów na różne chłopięce żarty. Był członkiem towarzystwa literackiego lady Blessington. Na jednym ze spotkań towarzystwa w Seamore Palace w Londynie poznał Benjamina Disraelego (późniejszego premiera), z którym się zaprzyjaźnił. Był także zapalonym wędkarzem.
W czerwcu 1838 r. został postrzelony w przegub przez Gerarda de Melcy, męża słynnej śpiewaczki operowej Giulii Grisi, której Frederick wyznał kiedyś miłość. Cztery lata później ponownie ledwo uniknął śmierci, kiedy to podczas żeglugi po Nilu, jego statek wywrócił się. Frederick nie utonął tylko dzięki pomocy swojego przyjaciela, doktora Tardrewa, który rzucił mu linę i wyciągnął go z kabiny, zanim ta została zalana.
2 maja 1846 r. w brytyjskiej ambasadzie w Paryżu, poślubił lady Elisabeth Frances Charlotte Jocelyn, córkę Roberta Jocelyna, 3. hrabiego Roden i Marii Stapleton, córki 16. barona Le Despencer, wdowę po wicehrabim Powerscourt. Małżonkowie nie doczekali się razem potomstwa. W 1855 r., lady Londonderry, pod wpływem Johna Newmana oraz kardynałów Wisemana i Manninga, przeszła na katolicyzm.
W 1862 r. dały o sobie znać objawy choroby psychicznej Londonderry’ego. Markiz wycofał się z życia publicznego i wycofał się do swej wiejskiej rezydencji White Rock Villa w Hastings. Zmarł 10 lat później, wszystkie jego tytuły odziedziczył brat, hrabia Vane. Lady Londonderry zmarła 2 września 1884 r. i została pochowana obok męża w Newtownards.